# Sault Ste. Marie (Stany Zjednoczone)
Sault Ste. Marie – miasto w Stanach Zjednoczonych, w stanie Michigan, w hrabstwie Chippewa nad graniczną rzeką St. Marys, naprzeciwko kanadyjskiego miasta o tej samej nazwie. Znajdują się tu ostatnie z dziewiętnastu śluz na wielkiej drodze wodnej łączącej nadjeziorowe porty Stanów Zjednoczonych i Kanady, poprzez Rzekę Św. Wawrzyńca z Atlantykiem. Miasto zamieszkuje 14 300 mieszkańców (2005).
W Sault Ste. Marie rozpoczyna swój bieg Autostrada międzystanowa nr 75, która kończy się w Miami na Florydzie.

## Współpraca
- Ryūō, Japonia
- Sault Ste. Marie, Kanada